# Faible
Der Ausdruck Faible (IPA: [ˈfɛːbl̩], anhörenⓘ; 17. Jahrhundert; aus dem Französischen) ist ein Gallizismus und bezeichnet eine Neigung oder Vorliebe, die zum Laster werden kann oder auch zur Stärke. Er wird meist in der Form ein Faible für etwas haben gebraucht.
Es entstand ursprünglich aus dem lateinischen flebilis („beweinenswert“). Daraus wurde im Französischen durch Substantivierung le faible („die Schwäche“, „die schwache Seite“).
Im Kontext der Weinbrandherstellung bezeichnet Faible (im Sinne von Schwachmacher) das – oft mehrmalige – Verdünnen der alkoholischen Destillate mit destilliertem und entmineralisiertem Wasser, um das endgültige, trinkbare Mischverhältnis zu erhalten.